# OFD1
A proteína da síndrome oral-facial-digital 1 é uma proteína que em humanos é codificada pelo gene OFD1.

## Função
A região cromossômica humana Xp22.3-p21.3 compreende a área entre o limite pseudoautossômico e o gene da distrofia muscular de Duchenne (MIM 300377). Esta região abriga vários loci de doenças, incluindo OFD1 (MIM 311200), CFNS (MIM 304110), DFN6 (MIM 300066) e SEDT (MIM 313400). Ele também contém uma região de homologia com os braços curto e longo do cromossomo Y e sofre rearranjos cromossômicos frequentes.